# Matteo Cancellieri
Matteo Cancellieri (* 12. Februar 2002 in Rom) ist ein italienischer Fußballspieler. Der Stürmer steht aktuell bei Lazio Rom unter Vertrag und ist aktuell an Parma Calcio 1913 verliehen.

## Karriere

### In den Vereinsmannschaften
Cancellieri entstammt der Jugend der AS Rom. Von dieser wurde er 2020 zu Hellas Verona verliehen, ehe Hellas ihn im Sommer 2021 fest unter Vertrag nahm und er die Spielzeit 2021/22 sein Debüt in der Serie A feierte. Bereits 2022 verpflichtete ihn Lazio Rom zunächst auf Leihbasis, ehe im Sommer 2023 eine Kaufpflicht zufolge war. Er wurde als fester Neuzugang direkt für die kommende Spielzeit an den FC Empoli verliehen.
Im Sommer 2024 wechselte Cancellieri per Leihe mit Kaufoption innerhalb der Serie A zu Parma Calcio. Mit dem Trikot gialloblù erzielte er am 2. Spieltag der Saison 2024/25 im Spiel gegen AC Mailand sein erstes Tor.

### In der Nationalmannschaft
Cancellieri absolvierte 2017 eine Partie für die U17-Nationalmannschaft Italiens. Im September 2021 debütierte er für die italienische U21-Auswahl gegen Luxemburg und erzielte seinen ersten Treffer. Mit der Mannschaft nahm er 2023 an der U21-Europameisterschaft teil.
Im Mai 2022 wurde er von Roberto Mancini erstmals für die italienische Nationalmannschaft nominiert. Beim anschließenden Nations-League-Spiel gegen Deutschland am 4. Juni feierte er daraufhin sein Debüt für die Squadra Azzurra. Nachdem im September 2022 eine weitere Nominierung erfolgt war, wurde er seither nicht mehr in den Kader berufen.